# Informační systém o průměrném výdělku
Informační systém o průměrném výdělku (ISPV) je systém čtvrtletních statistických šetření zpracovávaných pro Ministerstvo práce a sociálních věcí. Toto statistické zjišťování (šetření) sleduje a poublikuje informace o odměňování zaměstnanců v České republice, vstupem jsou platy a mzdy na úrovni jednotlivců i celých organizací.

## Legislativa
Šetření se koná podle zákona o státní statistické službě č. 89/1995 Sb. Detaily stanoví Program statistických zjišťování na daný rok, a to vyhláškou, např. viz číslo 373/2017 Sb. Čtvrtletní šetření souvisí s nařízením Komise (ES) č. 1916/2000.

## Vkládání dat
V podnikatelské sféře probíhá šetření výběrově, se čtvrtletní periodou se zjišťují celopodnikové údaje a pololetně údaje o jednotlivých zaměstnancích, ve sféře nepodnikatelské pouze pololetně a je plošné. Výběrové šetření zahrnuje ekonomické subjekty do 249 zaměstnanců, plošné šetření subjekty, které mají 250 zaměstnanců a více. Výběr je údajně náhodný.
Zdrojem dat pro nepodnikatelskou sféru je  Informační systém o platech, údaje o subjektech se berou ze systému ARIS.
Kromě mzdy nebo platu jsou sledovány i odměny, příplatky a náhrady. U pracovní doby je sledována její délka, přesčasy, pracovní neschopnost a dovolené. Přehledy jsou publikovány jak souhrnně, tak podle pracovních pozic. Takzvaná Regionální statistika ceny práce (RSCP) doplňuje ISPV čísly z jednotlivých krajů ČR.

## Výpis dat
Výsledkem šetření ISPV jsou přehledy o 
- struktuře mezd a platů,
- hodinovém výdělku,
- odpracované a neodpracované době.

Výsledky jsou publikovány na stránkách ISPV. 
Šetření ISPV se liší od mzdové statistiky Českého statistického úřadu v důsledky jiného posuzování odpracované doby (v ISPV jsou vyloučeny všechny krátkodobé absence).

## Informační systém
Současným zpracovatelem ISPV je firma TREXIMA, spol. s .r.o.
Součástí ISPV je i takzvané Metodické centrum pro klasifikaci zaměstnání, které poskytuje kopii statistického číselníku CZ-ISCO.

## Význam a kritika
ISPV plní povinnost České republiky vůči EU zejména s ohledem na nařízení ke strukturální statistice výdělků (č. 530/1999), a dále na mezidnárodní požadavky na sledování rozdílů mezi mzdami žen a mužů (tzv. Gender Pay Gap) a statistiku minimálních mezd (přesněji na podíl zaměstnanců pobírajích minimální mzdu). Výsledky šetření mohou být i jedním z 
- podkladů pro valorizaci důchodů, stanovení inflace nebo úpravu platů státních zaměstnanců,
- argumentů při kolektivním vyjednávání,
- argumentů při žádosti o zvýšení mzdy atd.[7]

Kritici poukazují na fakt, že metodika ISPV v roce 2018 stále spoléhá na systém ARIS, který byl nahrazen systémem IISSP již v roce 2010. Dále není jasné, proč MPSV tolik let provozuje statistické šetření v části podobné mzdové statistice Českého statistického úřadu, tedy proč dvě různé státní instituce dělají stejnou práci.